# Shai Livnat

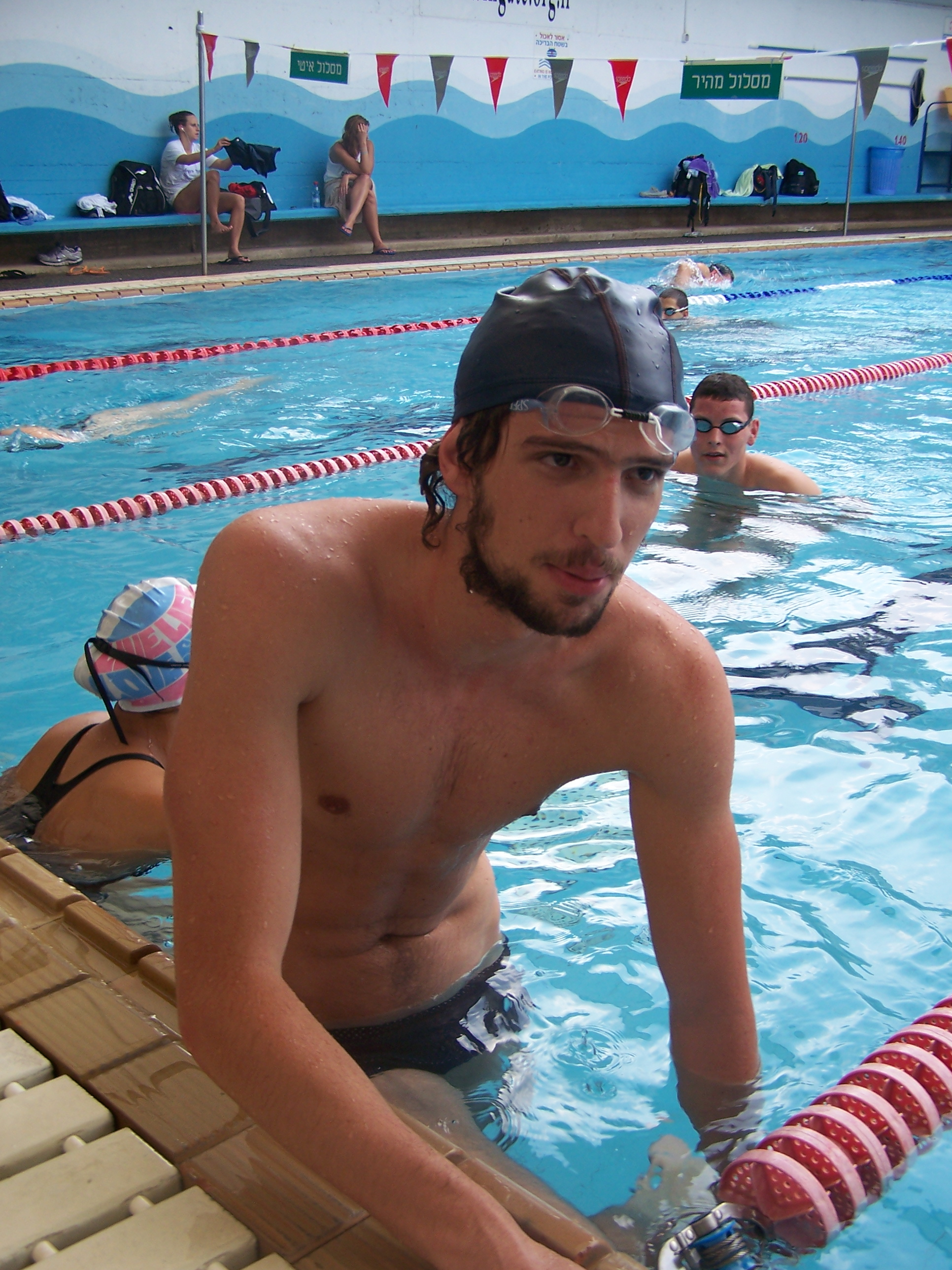
Shai Livnat vid de israeliska mästerskapen i simning 2010

Shai Livnat (hebreiska: שי לבנת) född 1984, är en israelisk elitsimmare, främst inom frisim. Han innehar tävlingsrekordet på 200 meter frisim vid Maccabiah Games. Vid kortbane-EM 2007 i Debrecen, Ungern, slutade Livnat på en sjunde plats på 200 meter frisim, 19:e plats på 400 meter frisim och 31:a plats på 100 meter frisim. Han slutade dessutom på en 8:e plats som en del i Israels 4x50 meters lagkappslag.